# Remus Gergel
Remus Gergel (* 3. Oktober 1974) ist ein deutscher Anglist.

## Leben
Nach der Promotion zum Dr. phil. in Tübingen 2005 und Habilitation an der Universität Tübingen 2010 wurde er Professor in Graz 2012 und an der Universität des Saarlandes in Saarbrücken 2016.
Seine Forschungsspezialisierungen sind Syntax, Semantik und ihre Schnittstelle(n) (Sorten, Morphologie, Informationsstruktur usw.), Sprachwandel – Korpuslinguistik und theoretische Modellierung historischer Prozesse, germanische, romanische und vergleichende Sprachwissenschaft und vergleichende Syntax und Semantik.

## Schriften (Auswahl)
- Modality and ellipsis. Diachronic and synchronic evidence. Berlin 2009, ISBN 978-3-11-020509-1.
- mit Sigrid Beck: Contrasting English and German grammar. An introduction to syntax and semantics. Berlin 2014, ISBN 3-11-030005-2.
- als Herausgeber mit Andreas Blümel: Proceedings of the Seventh Conference on Syntax, Phonology and Language Analysis – SinFonIJA VII. Graz 2015, OCLC 932595122.